# 63-as busz (Pécs)
A pécsi 63-as jelzésű autóbusz Málom feltárójárata volt, Kertváros autóbusz-állomás, a Malomvölgyi úti és a rózsadombi lakótelep kapcsolatát látta el. A járat 15 perc alatt jutott el a Fagyöngy utcai végállomásához, innen 62-es jelzéssel tértek vissza Kertvárosba. A járat lényegében egy összevont 61-62-es volt, amely csak este 7 óra után, az esti órákban közlekedett.

## Története
Az első összevont járat 1995 nyarán indult 6162-es jelzéssel a Nevelési Központtól. Miután összevonták a két kertvárosi végállomást 2006-ban, megkapta a 63-as jelzést.
63-as jelzéssel 1987 és 1994 között közlekedett járat az Autóbusz-állomás és Málom között.

## Útvonala
| Kertváros – Malomvölgyi út – Fagyöngy utca:                                                                 |
| --- |
| - Kertváros - Sztárai Mihály út - Nagy Imre út - Malomvölgyi út - Illyés Gyula utca - Fagyöngy utca forduló |

## Megállóhelyei
| 63 (Kertváros → Fagyöngy utca) |                          |                                                                  |                                              |
| Perc (↓)                       | Megállóhely              | Átszállási kapcsolatok a járat megszűnésekor                     | Létesítmények                                |
| 0                              | Kertváros végállomás     | 3, 6, 7, 55, 55Y, 61, 61Y, 62, 63Y, 71, 72, 89, 89A, 161, 162    | Autóbusz-állomás, FEMA                       |
| 1                              | Csontváry utca           | 1, 3, 6, 50, 55, 60, 61, 61Y, 62, 63Y, 71, 72, 89, 89A, 161, 162 | Apáczai Csere János Nevelési Központ         |
| 4                              | Eszék utca               | 61, 61Y, 63Y, 71, 161                                            | Simonyi Károly Szakközépiskola és Szakiskola |
| 5                              | Derék-réti út            | 61, 61Y, 63Y, 71, 161                                            |                                              |
| 7                              | Malomvölgyi út           | 61, 61Y, 63Y, 71, 161                                            | Kis gyaloglással: Malomvölgyi tó             |
| 8                              | Derék-réti út            | 61, 61Y, 63Y, 71, 161                                            |                                              |
| 9                              | Eszék utca               | 61, 61Y, 63Y, 71, 161                                            | Simonyi Károly Szakközépiskola és Szakiskola |
| 12                             | Gadó utca                | 62, 63Y, 72, 162                                                 |                                              |
| 13                             | Illyés Gyula utca I.     | 62, 63Y, 72, 162                                                 | Illyés Gyula Általános Iskola                |
| 14                             | Illyés Gyula utca II.    | 62, 63Y, 72, 162                                                 |                                              |
| 15                             | Fagyöngy utca végállomás | 62, 63Y, 72, 162                                                 |                                              |